# Remontantrosor
Remontantrosor (Rosa Remontant-gruppen) är en grupp rosor som huvudsakligen är hybrider mellan kinarosor (R. Chinensis-gruppen), bourbonrosor (R. Bourbon-gruppen) och portlandrosor (R. Portland-gruppen). Motsvarar beteckningarna Hybrid Perpetual and Climbing Hybrid Perpetual i Modern Roses 11.
Gruppen är den sista av de så kallade gammaldags rosorna och uppkom i Frankrike med start 1837 då 'Princesse Helen' introducerades. Remontantrosorna hade en kort glansperiod fram till omkring 1900-talet. Av de cirka 4000 sorterna finns endast ett fåtal kvar i odling och sorten 'Baronne Prévost' från 1842 är troligen den äldsta bevarande sorten.
Remantantosor är i regel krävande och behöver omsorgsfull skötsel för att komma till sin rätt. 

## Sorter
- 'Abel Grant'
- 'Alfred Colomb'
- 'Archiduchesse Elisabeth d'Autriche'
- 'Baron de Bonstetten'
- 'Baroness Rothschild'
- 'Baron Girod de l'Ain'
- 'Baronne Prévost'
- 'Beauté Francaise'
- 'Captain Christy'
- 'Captain Hayward'
- 'Champion of the World'
- 'Charles Lefébvre'
- 'Chastleton'
- 'Druschki Rubra'
- 'Elisa Boëlle'
- 'Empereur du Maroc'
- 'Enfant de France'
- 'Eugène Fürst'
- 'Exposition de Brie'
- 'Ferdinand Pichard'
- 'Fisher Holmes'
- 'Francois Coppée'
- 'Frau Karl Druschki'
- 'Géant des Batailles'
- 'Général Jacqueminot'
- 'Georg Arends'
- 'George Dickson'
- 'Gloire de Bourg-la-Reine'
- 'Gloire de Chédane-Guinoiseau'
- 'Gloire de Ducher'
- 'Granny Grimmets'
- 'Greta Persson'
- 'Heinrich Münch'
- 'Henry Nevard'
- 'Hugh Dickson'
- 'John Hopper'
- 'Jules Margottin'
- 'La Reine'
- 'Louis van Houtte'
- 'Mabel Morrison'
- 'Magna Charta'
- 'Merveille de Lyon'
- 'Mme Alfred de Rougemont'
- 'Mme Ferdinand Jamain'
- 'Mme Gabriel Luizet'
- 'Mrs John Laing'
- 'Paul Neyron'
- 'Paul Verdier'
- 'Pierre Notting'
- 'Prince Camille de Rohan'
- 'Reine de Violettes'
- 'Reinhard Bädecker'
- 'Roger Lambelin'
- 'Souvenir d'Alphonse Lavallée'
- 'Souvenir de la Reine d'Angleterre'
- 'Souvenir du Docteur Jamain'
- 'Surbrunnsgatan'
- 'Ulrich Brunner Fils'
- 'Waldfee'
- 'Vick's Caprice'
- 'Victor Hugo'